# Муинов, Абдурахман Муинович
Абдурахман Муинович Муинов (01.03.1936, Бухара) — ученый-литейщик, доктор технических наук, профессор и Лауреат Международной научной Академии «Antique World».

## Биография
Муинов Абдурахман Муинович родился 1 марта 1936 года в городе Бухарe.
Работал в Бухарском технологическом институте пищевой и легкой промышленности.
Защитил докторскую диссертацию в 1992 году в Санкт-Петербургском государственном техническом университете.